# Actinostachys digitata
Actinostachys digitata là một loài dương xỉ trong họ Schizaeaceae. Loài này được L. Wall. mô tả khoa học đầu tiên năm 1828.